# Aeropuerto Jindal Vijaynagar
El Aeropuerto Jindal Vijaynagar (IATA: VDY, OACI: VOJV), también conocido como el Aeropuerto de Vidyanagar, es un aeropuerto ubicado en el municipio de Vidyanagar, a unos 5 kilómetros del pueblo de Toranagallu en el estado indio de Karnataka. El operador del aeropuerto es JSW Steel, que también es dueño de una cercana fábrica de acero. La pista inicialmente quedaba solo a la disposición de los trabajadores de la planta, pero comenzó a recibir vuelos comerciales en 2006 tras la construcción de algunas instalaciones adicionales. El aeropuerto cayó en desuso entre 2009 y 2017, año en que la aerolínea TruJet empezó servicio a Bangalore y Hyderabad.

## Historia
Al principio el aeropuerto funcionaba solo como una pista para los empleados de JSW Steel, que operaba una cercana planta de acero. Sin embargo, en 2004 el gobierno estatal decidió permitir la operación de vuelos comerciales al aeropuerto, pues quería apoyar el desarrollo económico de la región atrayendo a turistas y hombres de negocio. La pista queda cerca de los monumentos de Hampi y de las ciudades de Bellary y Hospet. Aunque ya había un aeropuerto en Bellary, su pista era demasiado corta y estrecha, y no había sitio para expandirla. Se construyeron una torre de control, equipos de navegación y otras instalaciones después del anuncio. Varios funcionarios de JSW Steel y el gobierno de Karnataka asistieron a una ceremonia de inauguración el 3 de noviembre de 2005. Air Deccan comenzó a volar regularmente al aeropuerto a partir del 1 de diciembre del mismo año, ofreciendo servicio a Bangalore y Goa. Los vuelos terminaron a principios de 2009 por una falta de demanda.
Se reanudó el servicio comercial al aeropuerto en 2017 cuando la aerolínea regional TruJet inició vuelos a Hyderabad; al año siguiente los complementó con vuelos a Bangalore. El servicio forma parte de un proyecto del gobierno nacional llamado Ude Desh ka Aam Nagrik, que pretende fomentar la conectividad regional subvencionando vuelos a los pueblos medianos y pequeños del país.

## Instalaciones
El aeropuerto cuenta con una pista que tiene la designación 13/31 y mide 1589 por 30 metros. La terminal ocupa 190 metros cuadrados e incluye una sala de espera para un máximo de 50 pasajeros.

## Aerolíneas y destinos
| Aerolíneas   | Destinos             |
| ------------ | -------------------- |
| Alliance Air | Bangalore, Hyderabad |

## Estadísticas
Ver fuente y consulta Wikidata.